# 周智光
周 智光（しゅう ちこう、生年不詳 - 767年）は、唐代の軍人・反乱指導者。

## 経歴
身分の低い生まれで、その祖先は知られていない。騎射の腕前で従軍して、軍功で身を立て、裨将となった。宦官の魚朝恩が観軍容宣慰処置使となり、陝州に駐屯すると、智光は魚朝恩となれあった。魚朝恩の推薦により華州刺史に累進し、同華二州節度使および潼関防禦使をつとめた。検校工部尚書を加えられ、御史大夫を兼ねた。
永泰元年（765年）、吐蕃・回紇・党項・吐谷渾・奴剌の兵十数万が奉天県・醴泉県などに侵攻すると、智光は迎撃して澄城県で破った。鹵獲した駱駝や馬や軍資は万を数え、敵軍を鄜州まで追撃した。智光は杜冕と合わず、鄜州刺史の張麟を殺し、杜冕の家族81人を穴埋めにし、坊州の住居3000家あまりを焼いた。智光は罪を恐れて、召命に応じなかった。朝廷は寛容を示し、杜冕を助けて梁州に派遣し、仇を避けさせた。
永泰2年（766年）12月、智光は陝州監軍の張志斌や前虢州刺史の龐充を勝手に殺した。さらに節度使たちの進奉した貨物と転運米2万石を奪って華州に拠って叛いた。
大暦2年（767年）1月、関内河東副元帥の郭子儀が代宗の密詔を受けて兵を率いて智光を討った。智光の大将の李漢恵が同州で郭子儀に降伏した。智光は澧州刺史に左遷されることとなった。智光は部下に斬首され、子の周元耀と周元幹は捕らえられて献上された。智光の首級は長安の南街にさらされ、二人の子は腰斬された。判官の邵賁や都虞候の蔣羅漢はともに処刑された。智光が死ぬと、淮西節度使の李忠臣が華州に進軍して大規模な略奪をおこなった。

## 伝記資料
- 『旧唐書』巻114 列伝第64
- 『新唐書』巻224上 列伝第149上